# Phlegra bicognata
Phlegra bicognata là một loài nhện trong họ Salticidae.
Loài này thuộc chi Phlegra. Phlegra bicognata được Azarkina miêu tả năm 2004.